# Abdel-Aziz bin Habtour

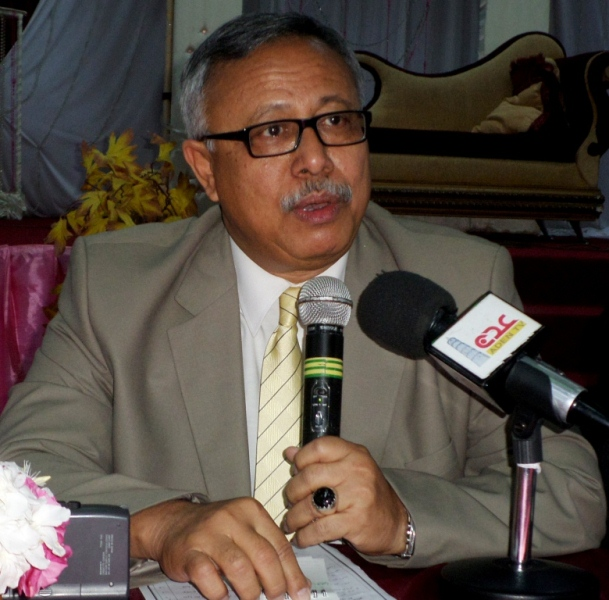
Abdel-Aziz bin Habtour

Abdel-Aziz bin Habtour (nascido em 8 de agosto de 1955) é um político iemenita que atuou como governador de Áden durante a  golpe de Estado dos Houthis no Iêmen. Aliado do presidente Abdrabbuh Mansur Hadi, condenou o golpe de Estado e recebeu o líder deposto depois de sua fuga da capital Saná, controlada pelos houthis, em 21 de fevereiro de 2015. Também é um forte oponente do movimento separatista no antigo Iêmen do Sul, afirmando que o movimento é muito fraturado e pequeno para alcançar seus objetivos.
O presidente Hadi nomeou Bin Habtour como governador de Áden por decreto em 22 de dezembro de 2014. Como novo governador, enfrentou os distúrbios causados pela tomada de poder pelos houthis em 2015, incluindo um levante pró-separatista no porto de Áden.
Em algum momento durante a longa batalha de Áden em 2015, Bin Habtour fugiu da cidade. Em julho, o governo iemenita no exílio na Arábia Saudita anunciou a nomeação de Nayef al-Bakri como governador.
Em 2 de outubro de 2016 foi nomeado primeiro-ministro pelos Houthis. Em 4 de outubro, formou seu gabinete composto por vinte e sete ministros.
Em 6 de abril de 2017 renunciou após tensões com os Houthis. Entretanto, poucos dias após a morte de Ali Abdullah Saleh durante a Batalha de Saná contra os houthis, decidiu retirar sua renúncia.